# Зали Лог
Зали Лог (словен. Zali Log) је насељено место у општини Железники, Горењска регија, Словенија.

## Историја
До територијалне реорганизације у Словенији био је у саставу старе општине Шкофја Лока.

## Становништво
У попису становништва из 2011. године, Зали Лог је имао 253 становника.
| Број становника према пописима | Број становника према пописима | Број становника према пописима |
| ------------------------------ | ------------------------------ | ------------------------------ |
| 1991                           | 2002                           | 2011                           |
| 246                            | 247                            | 253                            |

Напомена: Године 2016. извршена је мања размена територије између насеља Давча и Зали Лог.

## Галерија
- црквени торањ
- панорама